# Connecticut
Connecticut és un estat dels Estats Units d'Amèrica, forma part de la regió de Nova Anglaterra. És el tercer estat més petit en extensió territorial dels Estats Units, només Delaware i Rhode Island són menors. Nogensmenys, amb els seus 3.405.565 habitants és el quart estat més densament poblat del país.
La seva principal font d'ingressos és la prestació de serveis financers i immobiliaris. La capital de l'estat, Hartford, és coneguda nacionalment com a Insurance City ("La ciutat de les assegurances"), a causa de la gran quantitat d'empreses d'assegurances que estan ubicades a la ciutat.
Connecticut va ser una de les 13 colònies que es van revoltar contra la Gran Bretanya a la Revolució Americana.

## Població
Segons el cens dels EUA del 2000 a l'estat hi havia 25.184 amerindis (0,8% de la població). Per tribus, hi havia cherokees (2.961), pequot (1.410), mohegans (1.154), iroquesos (885), narragansett (436), micmac (382), nipmuc (247), passamakoddy (175), blackfoot (906) canadencs i llatinoamericans (1.634), entre d'altres.

## Ciutats més poblades
Bridgeport, New Haven, Hartford, Stamford, Danbury.